# Hysteridium phragmitis
Hysteridium phragmitis är en svampart som beskrevs av P. Karst. 1905. Hysteridium phragmitis ingår i släktet Hysteridium, divisionen sporsäcksvampar och riket svampar.   Inga underarter finns listade i Catalogue of Life.